# Javier Perez-Capdevila
Javier Perez-Capdevila, né le 7 février 1963 à Guantanamo, est un mathématicien et scientifique cubain, reconnu pour l’application des mathématiques à l’économie, à la gestion des connaissances, à la gestion de l’environnement et à la comptabilité, entre autres domaines des sciences et de la vie. 
Il est conseiller principal pour la science, la technologie et le ministère de l'environnement, Délégation de Guantanamo et professeur titulaire de l'Université de Guantanamo.

## Biographie
Il est né le 7 février 1963 à Guantanamo. Diplômé de l'Institut des sciences pédagogiques, il a obtenu un baccalauréat en éducation avec spécialité en mathématique en 1985. Il reçoit son diplôme des mains du président de la République de Cuba Fidel Castro en juin 1985.

## Principales contributions scientifiques
Il a introduit plusieurs concepts en mathématiques floues et a illustré de manière créative son application pratique, notamment :
- Ensembles harmonieux flous[2]
- Ensembles relatifs flous[2]
- Ensembles de transmutation flous[2]
- Transmutation d'un ensemble flou[2]
- Ensemble transmuté flou[2]
- Valeur synthétique des éléments de l'ensemble flou E en correspondance avec l'ensemble transmutationnel flou O[2]
- Un théorème qui démontre la valeur marginale de cette valeur synthétique[2]
- Surpoids dans l'ajustement[3]
- Coefficient pour un ajustement égal[3]

Il a également créé deux théories applicables dans la pratique : une théorie de l'adéquation des ensembles flous avec tie-break et une théorie du mélange des ensembles flous.